# Giuseppe Barbaroux

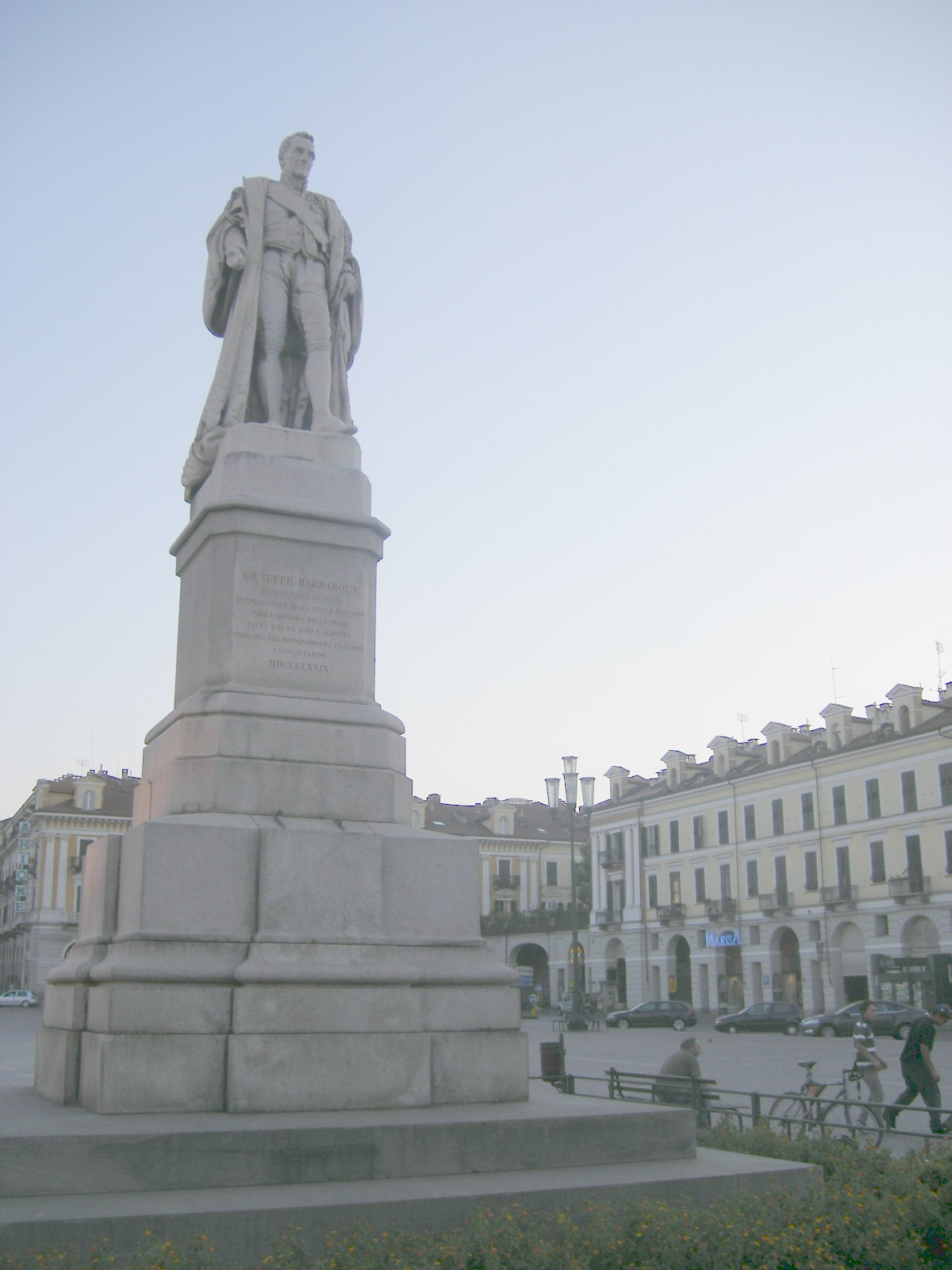
Cuneo, Piazza Galimberti, Giuseppe Barbaroux

Luigi Giuseppe Barbaroux noto come Giuseppe Barbaroux (Cuneo, 6 dicembre 1772 – Torino, 11 maggio 1843) è stato un avvocato italiano, giureconsulto, avvocato generale presso il Senato di Genova nel 1815 e poi  ambasciatore a Roma dal 1816 al 1824.

## Biografia
Figlio di Giovanna Maria Giordana e di Giovanni Pietro Barbaroux (1728-1821), un mercante francese di velluti originario di Colmars in Provenza ma divenuto cittadino di Cuneo nel 1757.  Proveniente quindi da una famiglia borghese di condizioni economiche discretamente agiate, si laureò in Giurisprudenza all'Università degli Studi di Torino a soli 17 anni e intraprese una rapida carriera diventando, ancora giovane, avvocato generale presso il Senato di Genova. Dal matrimonio con Sophia Scotti-Boschis gli nacquero sette figli, tra cui Carlo, futuro senatore del Regno d'Italia.
Nominato ambasciatore del regno sardo a Roma, fu capace di appianare i contrasti e ricucire i rapporti tra il pontefice Pio VII e il sovrano sabaudo, riuscendo nel contempo a ottenere che la città di Cuneo divenisse sede di diocesi a partire dal 1817.
Nel 1831 Carlo Alberto lo nominò ministro guardasigilli e presidente di una commissione per la revisione dei codici, con l'intenzione di affidare al moderato e solido avvocato cuneese il compito di riformare il codice dello Stato sabaudo in senso progressista e già vagamente liberale.
Barbaroux si dedicò all'impresa con grande passione: nel 1837 terminò la riforma della parte civile, introducendo modifiche al codice civile che si ispiravano al codice napoleonico, nel 1839 completò la revisione del codice penale e nel 1840 quella del codice penale militare.
L'impresa, che gli era parsa tanto gloriosa agli inizi, si rivelò invece un compito ingrato, un'opera che gli costò invidie, calunnie e che suscitò una vasta onda di malcontento intorno alla sua figura politica: accusato dai conservatori perché intendeva abolire i privilegi dei nobili primogeniti, malvisto dai progressisti ai quali sembrò troppo freddo e moderato, difeso e sostenuto malamente e con scarsa convinzione da un re spesso incerto, amareggiato nell'animo e fisicamente provato, nel settembre del 1840 Barbaroux si dimise da ogni incarico, mantenendo unicamente la presidenza della commissione istituita per rivedere il codice commerciale, ultima fatica per terminare l'impresa cominciata quattro anni prima e che portò definitivamente a termine nel 1842.
Sentendosi ormai incompreso e abbandonato da tutti, Barbaroux pose fine alla sua esistenza l'11 maggio 1843 gettandosi da una finestra della sua abitazione di Torino (all'odierno numero 29 di via Barbaroux, che dal 19 giugno 1860 venne a lui intitolata dal comune di Torino). Tuttavia, dato il suo impegno per la creazione della Diocesi di Cuneo, ebbe comunque funerali religiosi che allora non erano previsti per i suicidi.
È sepolto nel Cimitero monumentale di Torino (primo ampliamento, arcata 46).

## Cucina
Considerato il suo amore per la buona tavola, i manuali di gastronomia hanno dedicato allo statista piemontese la ricetta dei cannelloni alla Barbaroux.